# Doja Cat

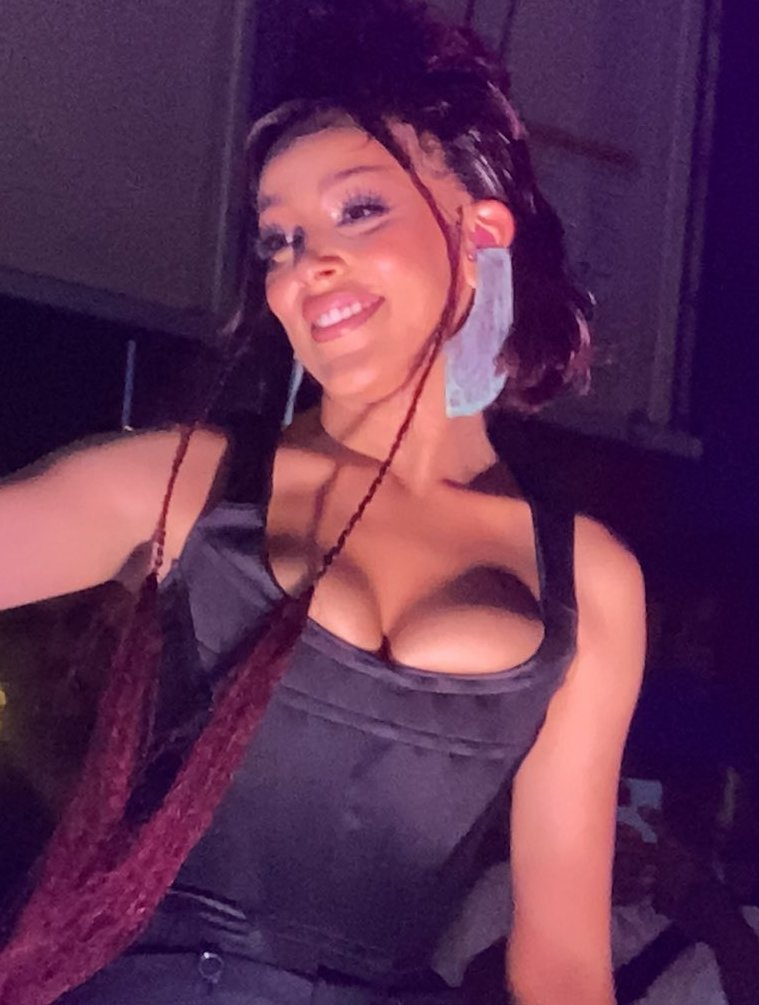
Doja Cat (2021)

Amalaratna „Amala“ Zandile Dlamini (* 21. Oktober 1995 in Los Angeles, Kalifornien), besser bekannt unter ihrem Künstlernamen Doja Cat, ist eine US-amerikanische Rapperin, Sängerin und Songwriterin. Nach Veröffentlichung ihres Debütalbums 2018 wurde ihre Single Mooo! und das dazugehörige YouTube-Video ein Meme. Mit ihrem zweiten Studioalbum Hot Pink und insbesondere der Nummer-eins-Single Say So schaffte sie 2020 auch den kommerziellen Durchbruch.

## Leben
Dlamini kam 1995 in Los Angeles als Tochter des südafrikanischen Schauspielers Dumisani Dlamini und der jüdisch-amerikanischen Künstlerin Deborah Elizabeth Sawyer zur Welt. Dumisani Dlamini ist für seine Rollen im Musicalfilm Sarafina! und der kontroversen Jugendserie Yizo Yizo bekannt und verliebte sich während eines US-Aufenthalts in Sawyer, mit der er noch eine weitere Tochter hat. Laut eigenen Angaben wuchs Amala ohne ihren Vater auf.
Als Kind zog sie mit ihrer Mutter nach New York City, wo sie einige Zeit in einem Aschram verbrachte. Später kehrte die Familie nach Los Angeles zurück. Bereits in jungen Jahren erhielt Dlamini Ballett-, Stepp- und Jazztanz- sowie Klavierunterricht. Daneben begeisterte sie sich für das Skateboarden und Surfen. Im Alter von zehn Jahren begann sie mit Breakdance und Popping und gehörte bis zu ihrer Highschoolzeit verschiedenen Dancecrews an. Mit 14 Jahren gab sie via YouTube Make-up-Tutorials, hörte aber auf Wunsch ihrer Mutter wieder damit auf. In der elften Klasse ging sie schließlich von der Schule ab und begann zu rappen.

## Karriere

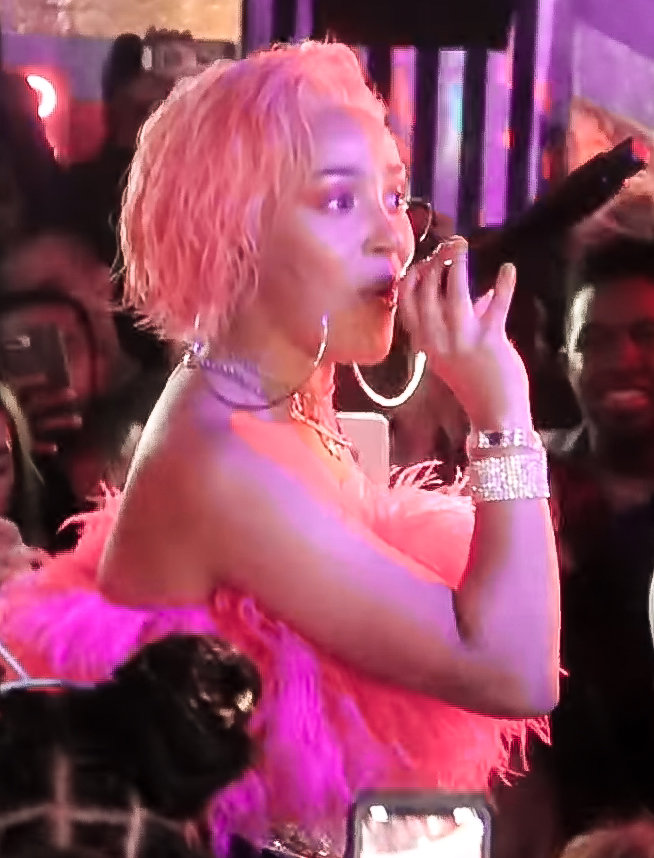
Doja Cat (2019)

Nachdem sie unter dem Namen Doja Cat begonnen hatte, regelmäßig eigene Songs auf SoundCloud und YouTube zu veröffentlichen, vermittelte sie ein Facebook-Freund an den DJ Yeti Beats. So unterschrieb die 17-Jährige beim Label Kemosabe des bekannten Produzenten Dr. Luke ihren ersten Plattenvertrag. 2014 erschien mit Purrr! ihre erste EP, die Single So High brachte ihr erstmals Aufmerksamkeit ein.
Ihr erstes Studioalbum, das selbstbetitelte Amala, erschien im März 2018 und sorgte trotz dreier Singleauskopplungen noch nicht für den gewünschten Erfolg. Vier Monate später veröffentlichte sie die Single Mooo!, die zusammen mit dem Musikvideo ein viraler Hit wurde und für sie den Durchbruch bedeutete. Das Video fühlt sich laut Los Angeles Times an, als hätte das Comedy-Duo Tim & Eric „einen PETA-Werbespot ausschließlich aus Hentai-Clips gedreht“ und zeigt Doja Cat in einem Kuhkostüm rhythmisch tanzend, rappend und essend vor einem Greenscreen. Bis heute generierte das Video auf YouTube mehr als 90 Millionen Klicks und machte einflussreiche Kultur- und Jugendmagazine wie Noisey und The Fader auf die junge Künstlerin aufmerksam. In der Folge wurde Amala Anfang 2019 in einer Deluxe-Version wiederveröffentlicht, die neben Mooo! die zwei neuen Singles Tia Tamera (mit Rico Nasty) und Juicy enthält.
Im Sommer 2019 veröffentlichte Doja Cat einen Remix von Juicy mit einem Gastbeitrag von Tyga, der nicht zuletzt dank Social-Media-Unterstützung von Katy Perry und Chance the Rapper Platz 47 der Billboard Hot 100 erreichte. Nach drei weiteren Singleauskopplungen, darunter das Blink-182-sampelnde Bottom Bitch, ließ sie im November ihr zweites Studioalbum Hot Pink folgen, das es in den US-Albumcharts bis auf Platz neun schaffte. Für das Album konnte sie einige hochkarätige Produzenten und Songschreiber verpflichten, die zuvor mit Künstlern wie Beyoncé, The Weeknd oder Amy Winehouse zusammengearbeitet hatten. Ein Remix der fünften Single-Auskopplung Say So mit Nicki Minaj erreichte im Frühling 2020 Platz eins der Billboard Hot 100. Laut Guinness World Records waren Doja Cat und Nicki Minaj das erste weibliche Rap-Duo, dem das gelang.
Bei den 46th US-People’s Choice Awards gewann die Sängerin in der Kategorie The New Artist of 2020. Für die Grammy Awards 2021 erhielt sie eine Nominierung in der Kategorie Best New Artist, konnte sich jedoch nicht gegen Megan Thee Stallion durchsetzen. Ende Juni desselben Jahres veröffentlichte sie ihr drittes Studioalbum Planet Her, welches unter anderem Features von Ariana Grande und The Weeknd enthält. Bei den Grammy Awards 2022 war sie siebenmal nominiert und konnte gemeinsam mit SZA für den Titel Kiss Me More den Preis in der Kategorie beste Pop-Darbietung eines Duos gewinnen. Ein paar Monate später steuerte sie den Titel Vegas zum Soundtrack der Filmbiografie Elvis bei.
Im April 2023 nahm das Time Magazine Doja Cat in seine Liste der 100 einflussreichsten Persönlichkeiten des Jahres auf.

## Stil
Die Musik von Doja Cat verarbeitet Einflüsse unterschiedlicher Genres und Themen und bewegt sich zwischen Hip-Hop, Pop und R&B. Ihr frühes Werk zeichnet sich laut Allmusic durch einen verträumten, Meme-freundlichen Sound aus und entwickelte sich später in eine sexuell explizitere Richtung, der von E-Girls und E-Boys rezipiert wird. Ihre musikalischen Einflüsse umfassen Künstler wie Rihanna, D’Angelo, Erykah Badu, Amy Winehouse, TLC oder ASAP Rocky. Als klare Inspiration nicht nur ihrer Musik, sondern auch ihrer witzigen, sexuell offenherzigen Persona, gilt die Rapperin Nicki Minaj.
Entscheidender Teil ihres Sounds ist Doja Cats Stimme, deren Ton je nach Track weich und chillig, peppig oder beinahe hektisch sein kann. Dabei beherrscht sie sowohl das Crooning als auch das Rappen aggressiver Verse. Ihre Texte, die sie großteils selbst verfasst, sind von Wortspielen und Sarkasmus geprägt, die von der Welt als „Hip-Hop-Dadaismus“ bezeichnet wurden. Die Durchbruchsingle Mooo! verdankt ihren Erfolg neben dem eingängigen Refrain „Bitch I’m a cow, bitch I’m a cow / I’m not a cat, I don’t say meow“ Anspielungen auf Songs von Kelis und Three 6 Mafia oder das berühmte Kinderlied Old McDonald Had a Farm.
Daneben legt die Künstlerin großen Wert auf die visuelle Präsentation. Die einfallsreichen Musikvideos zeigen sie etwa als verspielt-schlüpfrigen Androiden (Cyber Sex) oder aufmüpfigen Skatepunk (Bottom Bitch). Im Video zu ihrem ersten Chart-Hit Juicy treibt sie das Spiel mit verschiedenen Obstsorten als Metaphern für das weibliche Gesäß auf die Spitze. Auf diese Weise schafft sie es, ihren absurden Humor mit den gegenwärtigen Hip-Hop-Trends und Einflüssen der Netzkultur zu verbinden.

## Persönliches
Es wird berichtet, dass Doja Cat versucht, ihr Privatleben komplett aus der Öffentlichkeit herauszuhalten. Sie lebte in einem Haus in Beverly Hills, Kalifornien, welches sie 2021 für 2,2 Millionen US-Dollar erwarb.
Für kurze Zeit befand sie sich in einer Beziehung mit dem US-amerikanischen Musiker Jawny, dies von August 2019 bis zur Trennung im Februar 2020. Obgleich sie sich nie zu ihrer sexuellen Orientierung geäußert hat, beruft sich Doja Cat immer wieder auf queere Themen. Sie sagt hierzu, dass sie „Menschen mag, mit denen man Sex haben kann. Und du kannst irgendwie mit jedem Menschen Sex haben.“
Im Juni 2020 spendete Doja Cat 100.000 US-Dollar dem „Justice for Breonna Taylor Fund“, um auch die Familie des Opfers zu unterstützen.

## Kontroversen
Kurz nach ihrem musikalischen Durchbruch im Sommer 2018 tauchte ein mehrere Jahre alter Tweet auf, in dem sie die Rapper Tyler, the Creator und Earl Sweatshirt als „faggots“ (Schwuchteln) bezeichnet hatte. Doja Cat verteidigte die Tweets zunächst, entschuldigte sich aber wenig später dafür und löschte die fraglichen Beiträge.
Im Mai 2020 veröffentlichte Sängerin Lana Del Rey eine Nachricht auf Instagram, in der sie sich über Kritik an ihren Texten beschwerte, während andere Musikerinnen, darunter neben Doja Cat Beyoncé und Ariana Grande, mit ähnlichen Inhalten erfolgreich seien. Doja Cat reagierte als Einzige der Genannten mit dem kryptischen Satz „gang sunk that dunker“. Wenig später tauchte ein Doja-Cat-Song aus dem Jahr 2015 mit dem Titel Dindu Nuffin auf. Dieser Ausdruck (abgeleitet von Didn’t do nothing – hab’ nichts getan) wird in der Alt-Right-Szene gebraucht, um afroamerikanische Opfer von Polizeigewalt zu verhöhnen. Nach massiven Twitter-Protesten entschuldigte sich die Rapperin sowohl für das Lied als auch die Verwendung verschiedener einschlägiger Chatrooms.

## Diskografie
Studioalben

| Jahr | Titel Musiklabel                                 | Höchstplatzierung, Gesamtwochen, AuszeichnungChartplatzierungen (Jahr, Titel, Musiklabel, Platzierungen, Wochen, Auszeichnungen, Anmerkungen) | Höchstplatzierung, Gesamtwochen, AuszeichnungChartplatzierungen (Jahr, Titel, Musiklabel, Platzierungen, Wochen, Auszeichnungen, Anmerkungen) | Höchstplatzierung, Gesamtwochen, AuszeichnungChartplatzierungen (Jahr, Titel, Musiklabel, Platzierungen, Wochen, Auszeichnungen, Anmerkungen) | Höchstplatzierung, Gesamtwochen, AuszeichnungChartplatzierungen (Jahr, Titel, Musiklabel, Platzierungen, Wochen, Auszeichnungen, Anmerkungen) | Höchstplatzierung, Gesamtwochen, AuszeichnungChartplatzierungen (Jahr, Titel, Musiklabel, Platzierungen, Wochen, Auszeichnungen, Anmerkungen) | Höchstplatzierung, Gesamtwochen, AuszeichnungChartplatzierungen (Jahr, Titel, Musiklabel, Platzierungen, Wochen, Auszeichnungen, Anmerkungen) | Anmerkungen                                                    |
| Jahr | Titel Musiklabel                                 | DE | AT | CH | UK | US | R&B | Anmerkungen                                                    |
| ---- | ------------------------------------------------ | --- | --- | --- | --- | --- | --- | -------------------------------------------------------------- |
| 2018 | Amala Kemosabe Records • RCA Records             | — | — | — | UK— SilberUK | US138 Gold · (2 Wo.)US | — | Erstveröffentlichung: 30. März 2018 Verkäufe: + 617.500        |
| 2019 | Hot Pink Kemosabe Records • RCA Records          | — | AT57 (1 Wo.)AT | — | UK38 Gold · (47 Wo.)UK | US9 ×2Doppelplatin · (155 Wo.)US | R&B8 (117 Wo.)R&B | Erstveröffentlichung: 7. November 2019 Verkäufe: + 2.505.000   |
| 2021 | Planet Her Kemosabe Records • RCA Records (Sony) | DE29 (41 Wo.)DE | AT9 (39 Wo.)AT | CH11 Gold · (50 Wo.)CH | UK3 Platin · (85 Wo.)UK | US2 ×2Doppelplatin · (… Wo.)US | R&B1 (125 Wo.)R&B | Erstveröffentlichung: 25. Juni 2021 Verkäufe: + 3.155.000      |
| 2023 | Scarlet Kemosabe Records • RCA Records (Sony)    | DE29 (1 Wo.)DE | AT22 (1 Wo.)AT | CH11 (3 Wo.)CH | UK5 (4 Wo.)UK | US4 Platin · (53 Wo.)US | R&B2 (… Wo.)R&B | Erstveröffentlichung: 22. September 2023 Verkäufe: + 1.175.000 |

## Auszeichnungen (Auswahl)
| Jahr | Award                   | Nominiertes Werk                              | Kategorie                               | Resultat  |
| ---- | ----------------------- | --------------------------------------------- | --------------------------------------- | --------- |
| 2020 | American Music Awards   | Sie selbst                                    | New Artist of the Year                  | Gewonnen  |
| 2020 | American Music Awards   | Sie selbst                                    | Favorite Female Soul/R&B Artist         | Gewonnen  |
| 2020 | American Music Awards   | Hot Pink                                      | Favorite Soul/R&B Album                 | Nominiert |
| 2020 | American Music Awards   | Say So                                        | Video of the Year                       | Nominiert |
| 2020 | Billboard Music Awards  | Juicy (mit Tyga)                              | Top R&B Song                            | Nominiert |
| 2020 | MTV Europe Music Awards | Sie selbst                                    | Best New Act                            | Gewonnen  |
| 2020 | MTV Europe Music Awards | Sie selbst                                    | Best Push Act                           | Nominiert |
| 2020 | MTV Video Music Awards  | Say So                                        | Push Best New Artist                    | Gewonnen  |
| 2020 | MTV Video Music Awards  | Say So                                        | Song of the Year                        | Nominiert |
| 2020 | MTV Video Music Awards  | Say So                                        | Song of Summer                          | Nominiert |
| 2020 | MTV Video Music Awards  | Say So                                        | Best Direction                          | Nominiert |
| 2020 | NRJ Music Awards        | Sie selbst                                    | Best New International Artist           | Gewonnen  |
| 2020 | NRJ Music Awards        | Say So                                        | Video of the Year                       | Nominiert |
| 2020 | People’s Choice Awards  | Sie selbst                                    | Best New Artist                         | Gewonnen  |
| 2020 | People’s Choice Awards  | Boss Bitch                                    | Soundtrack Song of the Year             | Nominiert |
| 2021 | American Music Awards   | Sie selbst                                    | Favorite Soul/R&B Female Artist         | Gewonnen  |
| 2021 | American Music Awards   | Sie selbst                                    | Favorite Pop/Rock Female Artist         | Nominiert |
| 2021 | American Music Awards   | Planet Her                                    | Favorite Soul/R&B Album                 | Gewonnen  |
| 2021 | American Music Awards   | Kiss Me More (feat. SZA)                      | Collaboration of the Year               | Gewonnen  |
| 2021 | American Music Awards   | Kiss Me More (feat. SZA)                      | Favorite Pop/Rock Song                  | Nominiert |
| 2021 | Billboard Music Awards  | Sie selbst                                    | Top New Artist                          | Nominiert |
| 2021 | Billboard Music Awards  | Sie selbst                                    | Top R&B Artist                          | Nominiert |
| 2021 | Billboard Music Awards  | Sie selbst                                    | Top R&B Female Artist                   | Gewonnen  |
| 2021 | Billboard Music Awards  | Hot Pink                                      | Top R&B Album                           | Nominiert |
| 2021 | Billboard Music Awards  | Say So                                        | Top R&B Song                            | Nominiert |
| 2021 | Grammy Awards           | Sie selbst                                    | Best New Artist                         | Nominiert |
| 2021 | Grammy Awards           | Say So                                        | Record of the Year                      | Nominiert |
| 2021 | Grammy Awards           | Say So                                        | Best Pop Solo Performance               | Nominiert |
| 2021 | MTV Europe Music Awards | Sie selbst                                    | Best Artist                             | Nominiert |
| 2021 | MTV Europe Music Awards | Sie selbst                                    | Best US Act                             | Nominiert |
| 2021 | MTV Europe Music Awards | Sie selbst                                    | Best Pop                                | Nominiert |
| 2021 | MTV Europe Music Awards | Kiss Me More (feat. SZA)                      | Best Song                               | Nominiert |
| 2021 | MTV Europe Music Awards | Kiss Me More (feat. SZA)                      | Best Video                              | Nominiert |
| 2021 | MTV Europe Music Awards | Kiss Me More (feat. SZA)                      | Best Collaboration                      | Gewonnen  |
| 2021 | MTV Video Music Awards  | Sie selbst                                    | Artist of the Year                      | Nominiert |
| 2021 | MTV Video Music Awards  | Kiss Me More (feat. SZA)                      | Video of the Year                       | Nominiert |
| 2021 | MTV Video Music Awards  | Kiss Me More (feat. SZA)                      | Best Collaboration                      | Gewonnen  |
| 2021 | MTV Video Music Awards  | Best Friend (mit Saweetie)                    | Best Art Direction                      | Gewonnen  |
| 2021 | MTV Video Music Awards  | You Right (mit The Weeknd)                    | Best Vidual Effects                     | Nominiert |
| 2021 | MTV Video Music Awards  | Need to Know                                  | Song of Summer                          | Nominiert |
| 2021 | NRJ Music Awards        | Sie selbst                                    | International Female Artist of the Year | Nominiert |
| 2021 | People’s Choice Awards  | Sie selbst                                    | Female Artist of the Year               | Nominiert |
| 2021 | People’s Choice Awards  | Planet Her                                    | Album of the Year                       | Nominiert |
| 2021 | People’s Choice Awards  | Best Friend (mit Saweetie)                    | Collaboration Song of the Year          | Nominiert |
| 2021 | People’s Choice Awards  | Kiss Me More (mit SZA)                        | Collaboration Song of the Year          | Nominiert |
| 2021 | People’s Choice Awards  | You Right (mit The Weeknd)                    | Collaboration Song of the Year          | Nominiert |
| 2021 | Soul Train Music Awards | Sie selbst                                    | Best R&B/Soul Female Artist             | Nominiert |
| 2021 | Soul Train Music Awards | Planet Her                                    | Album of the Year                       | Nominiert |
| 2021 | Soul Train Music Awards | Kiss Me More (mit SZA)                        | Best Collaboration                      | Nominiert |
| 2022 | BRIT Awards             | Sie selbst                                    | International Artist of the Year        | Nominiert |
| 2022 | BRIT Awards             | Kiss Me More (mit SZA)                        | International Song of the Year          | Nominiert |
| 2022 | Grammy Awards           | Kiss Me More (mit SZA)                        | Record of the Year                      | Nominiert |
| 2022 | Grammy Awards           | Kiss Me More (mit SZA)                        | Song of the Year                        | Nominiert |
| 2022 | Grammy Awards           | Kiss Me More (mit SZA)                        | Pop Duo Performance                     | Gewonnen  |
| 2022 | Grammy Awards           | Planet Her (Deluxe)                           | Album of the Year                       | Nominiert |
| 2022 | Grammy Awards           | Planet Her (Deluxe)                           | Pop Vocal Album                         | Nominiert |
| 2022 | Grammy Awards           | Best Friend (mit Saweetie)                    | Best Rap Song                           | Nominiert |
| 2022 | Grammy Awards           | Need to Know                                  | Best Melodic Rap Performance            | Nominiert |
| 2022 | XXL Awards              | Sie selbst                                    | Artist of the Year                      | Nominiert |
| 2022 | XXL Awards              | Sie selbst                                    | Female Rapper of the Year               | Gewonnen  |
| 2022 | XXL Awards              | Sie selbst                                    | Performer of the Year                   | Gewonnen  |
| 2022 | XXL Awards              | Sie selbst                                    | The People’s Champ                      | Nominiert |
| 2022 | XXL Awards              | Planet Her                                    | Album of the Year                       | Nominiert |
| 2023 | Grammy Awards           | Woman                                         | Record of the Year                      | Nominiert |
| 2023 | Grammy Awards           | Woman                                         | Song of the Year                        | Nominiert |
| 2023 | Grammy Awards           | Woman                                         | Pop Solo Performance                    | Nominiert |
| 2023 | Grammy Awards           | Woman                                         | Music Video                             | Nominiert |
| 2023 | Grammy Awards           | I Like You (A Happier Song) (mit Post Malone) | Pop Duo/Group Performance               | Nominiert |
| 2023 | Grammy Awards           | Vegas                                         | Best Rap Song                           | Nominiert |

## Tourneen

### Als Headliner
- Purrr! Tour (2014)[29]
- Amala Spring Tour (2017–2018)[30]
- Amala Fall Tour (2018–2019)[31]
- Hot Pink Tour (2020; abgesagt wegen der COVID-19-Pandemie)[32]

### Als Supporting Act
- Theophilus London – Vibes Tour (2015)[33]
- Lizzo – Good As Hell Tour (2017)[34]